# Мамлюкские ворота
«Мамлюкские ворота» — выставленная в Лувре архитектурная конструкция из коллекции парижского музея Декоративного искусства, состоящая из более чем 300 камней, уникальный музейный экспонат мамлюкской архитектуры.

## История ворот

### Создание ворот
Ворота были созданы во времена Мамлюкского султаната (1250—1517 годы) и украшали парадный вход роскошного дворца Каира. Свод «веером» позволяет более точную датировку — этот стиль пришёл скорее всего из Малой Азии сельджукидов, в Каире он появился самое раннее в середине XIV века. Историки считают, что ворота были созданы в середине XV века, скорее всего во время правления султана Кайт-бея.

### Разбор ворот в XIX веке
В XIX веке ворота были разобраны и проданы великому конюшему при дворе вице-короля Египта Исмаила-паши, графу Гастону де Сан-Морис (фр. Gaston de Saint-Maurice). Граф Сен-Морис занимался модернизацией Каира по примеру османизации Парижа, и в ходе своей деятельности принимал решение о разрушении множества старых зданий города. Скорее всего, он выкупил камни после разрушения одного из таких зданий. Возможно, он собирался украсить ими свою каирскую резиденцию. По неизвестным причинам он отказывается от этого проекта, и в конце 1880-х годов отправляет камни во Францию в качестве «дара Г-на Сен-Мориса».
Во Франции ворота предполагалось собрать для иллюстрации «арабской улицы» на Всемирной выставке 1889 года. По причине нехватки времени и средств, арабская улица была укорочена, ворота собрать не удалось. Камни были переданы предшественнику нынешнего музея Декоративного искусства — Центральному объединению декоративных искусств (фр. Union centrale des Arts décoratifs).

### Находка ворот в XXI веке
Попав в архив музея Декоративного искусства, мамлюкские ворота вскоре были забыты, практически всё их описание было утеряно. В отсутствие каких бы то ни было данных о провенансе, камни были классифицированы как пример средневековой христианской архитектуры. Часть камней была передана в Музей изящных искусств Безье.
В начале XXI века ворота были снова обнаружены в архивах музея. После первичной реконструкции они были классифицированы как пример исламской средневековой (возможно мамлюкской) архитектуры. Окончательно ворота были опознаны благодаря сохранившимся в Лувре рисункам архитектора Бургуана, зарисовавшего их ещё до их демонтажа. На рисунках архитектора сохранилась подпись «Kasr Roumi» — название дворца, разрушенного во время урбанизации Каира.

### Реконструкция ворот
В контексте создания Департамента искусства ислама было принято решение реконструировать ворота и выставить их в Лувре. Работы по реконструкции начались в 2006 году. В 2012 году ворота были выставлены в новом музейном пространстве департамента, построенном во дворе Виксонти Лувра.
В настоящее время ворота выставлены в дверном проёме между залами 186 и 187 Лувра.

## Описание ворот
Соответственно принципам аблака, при строительстве ворот использовался известняк двух цветов: золотистый и белый. Поверхность камня покрывает резьба с изображением геометрических фигур и стилизованных растений.